# 군포 동래정씨 동래군파 종택
군포 동래 정씨 동래군파 종택(軍浦 東來 鄭氏 東來君派 宗宅)은 대한민국 경기도 군포시 속달동에 있는 조선시대의 종택이다. 2000년 4월 11일 경기도의 문화재자료 제95호로 지정되었다.

## 개요
동래 정씨 동래군파의 종가이다. 가옥 안채는 조선 정조 7년(1783)에 세운 것으로 추정하며, 사랑채는 고종 14년(1877)에 지은 것이다.
현재 건물은 안채, 사랑채, 작은사랑채, 문간채, 행랑채가 남아 있다. 사랑채는 앞면 5칸으로 왼쪽부터 방 1칸·사랑방 2칸·마루방·행사청 순으로 되어 있어 평면 분할이 독특하다. 작은사랑채는 앞면 3칸으로 공부방으로 사용하였다.
문간채는 앞면 3칸으로 대문·창고로 구성되어 있으며 후에 5칸을 더 지어 안채의 폐쇄성을 높여 주었다. 행랑채는 수해 때문에 가운데 칸이 무너져 있다.

## 참고 자료
- 군포 동래 정씨 동래군파 종택 - 국가유산청 국가유산포털